# Caïque maïpouri
Pionites melanocephalus
Synonymes
- Pionites melanocephalus

Espèce
Statut de conservation UICN

 LC  : Préoccupation mineure
Statut CITES
Le Caïque maïpouri (Pionites melanocephalus) ou Caïque à tête noire (nom pouvant prêter à confusion avec Pionopsitta caica) est une espèce d'oiseau appartenant à la famille des Psittacidae.

## Description
Cet oiseau mesure environ 23 cm de long, d'un poids variant de 130 à 170 grammes.
Sa grosse tête présente une calotte noire qui descend en dessous des yeux d'où ses noms spécifiques scientifique et vernaculaire. Les joues et le cou sont jaune d'or avec une marque verte de chaque côté de l'attache de la mandibule supérieure du bec. Celui-ci est massif et noir. La poitrine et le ventre sont blancs mais teintés de jaune très pâle. Le bas de la queue et les culottes sont jaune d'or virant vers l'orange. Le dos et les ailes sont vert sombre, le dessus de la queue étant un peu plus clair. Les cercles oculaires peu marqués sont bleus et les iris orange. Les pattes sont noires.
Les juvéniles ont la poitrine jaunâtre tandis que le jaune doré du cou est plus nuancé.

## Captivité
Les caïques maïpouri sont protégés par la convention de Washington en annexe II, par l'union européenne en annexe B et par l'arrêté de Guyane pour les résidents Français.
On loge les caïques en volière de dimensions minimum : 2x1x1(h) mètres pour un couple.
Le caïque à tête noire peut avoir tendance à mordre, donc il est important de fixer les limites dès le début. Les propriétaires potentiels devraient être  préparés à avoir un oiseau qui utilise son bec plus souvent que les autres espèces de perroquets. Les mâles peuvent être très agressifs en période de reproduction.

## Alimentation
Ces oiseaux sont très gourmands et du coup facile à nourrir. Il faut cependant faire attention à limiter l'apport de graisse qui pourrait être nuisible à cette espèce par l'engraissement du foie.
Ces oiseaux sont 50 % frugivores et 50 % granivores. Ils consomment facilement tous les fruits et légumes sauf citron, pamplemousses, (trop acides), pommes de terre et avocats (riches en amidon qu'ils digèrent mal).
Pour les graines on pourra mélanger 50 % de mélange pour Amazone avec 50 % de mélange pour grandes perruches avec une faible quantité de tournesol.
Les graines germées sont très appréciée en période de reproduction.
Les bourgeons d'arbres fruitiers, les baies telles que pyracantha, églantines, sorbiers des oiseaux, etc. sont une friandise supplémentaire.